# Austausch von Kriegsgefangenen

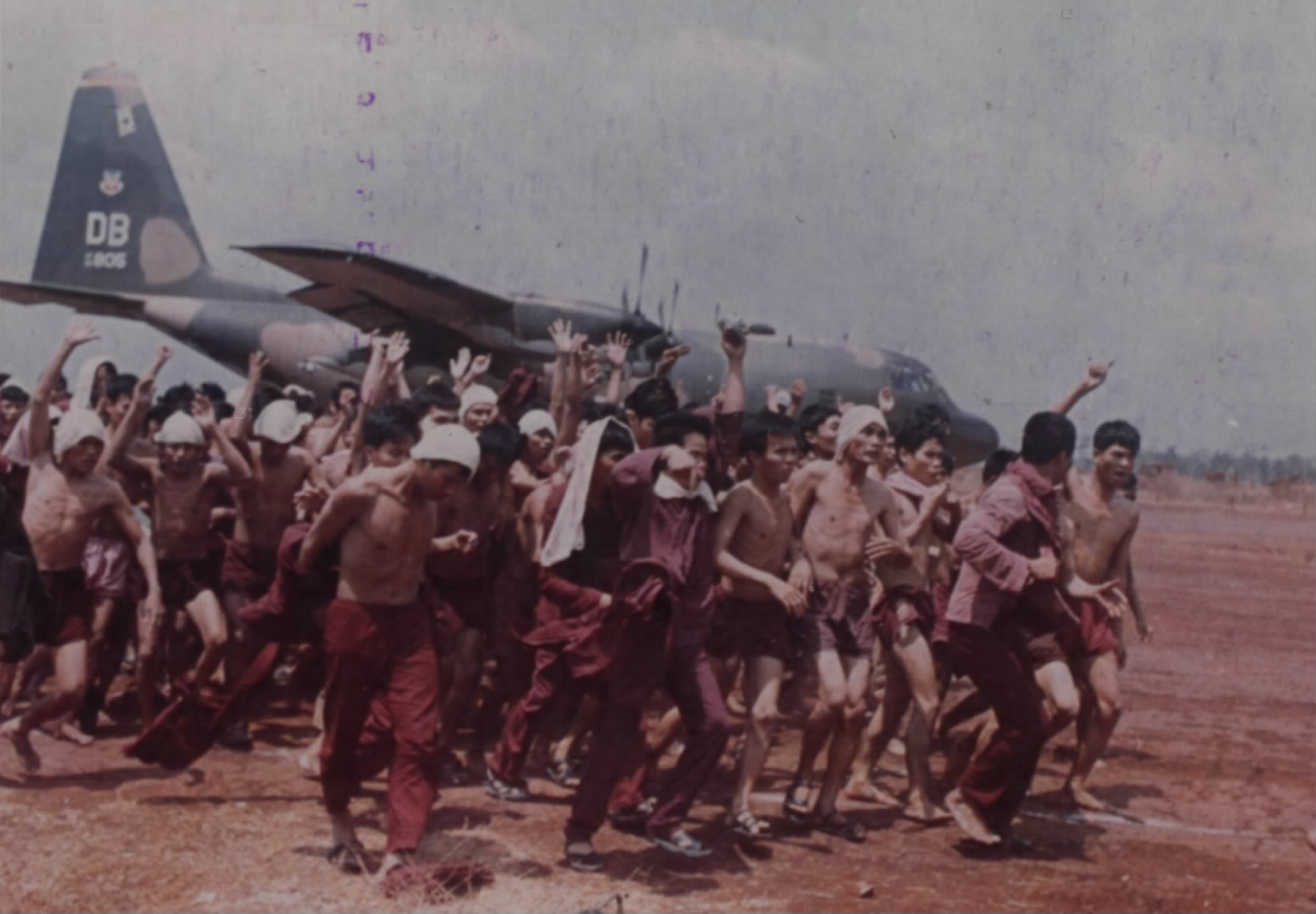
Die Vietcong im Bild werden mit Amerikanischen Soldaten in Loc Ninh während des Vietnamkriegs getauscht

Der Austausch von Kriegsgefangenen bedeutet die wechselseitige Repatriierung  gegnerischer Kriegsgefangener.

## Geschichte

### Europa
Lange Zeit war es in Europa nicht nötig, gefangene Soldaten als Kriegsgefangene zu internieren oder diese auszutauschen, weil ein Söldnerwesen herrschte und die Söldner einfach bei Gefangennahme vom Gegner übernommen wurden. Im 18. Jahrhundert begannen sich Nationalstaaten zu etablieren und Soldaten waren nicht mehr bereit, für die gegnerische Seite zu kämpfen. So wurde der Austausch direkt von Kommandeuren im Feld unter einer Parlamentärflagge verhandelt. Die Soldaten konnten direkt nach dem Austausch wieder in die eigenen Reihen zurückgeführt werden. Es war vor allem in der zweiten Hälfte des 18. Jahrhunderts ein sehr gebräuchliches und unbürokratisches Verfahren. Im ersten Koalitionskrieg entsandte Frankreich einen Agenten nach Großbritannien, um sich um das Wohl der Landsleute zu kümmern und Austausche zu organisieren. Eine vergleichbare britische Position gab es auch in Frankreich. Ein Kartellschiff unter Parlamentärflagge brachte die Gefangen von den Britischen Inseln zurück auf das französische Festland und umgekehrt. Britische Soldaten meuterten gelegentlich auf Kartellschiffen und erzwangen die Anlandung in kleinen Häfen an der englischen Südküste, um den Presskommandos zu entgehen. Das Ende des Austauschs von Kriegsgefangenen kam, als Napoleon I. 1809 sich weigerte, die Kapitulation von Martinique zu unterzeichnen und England die gegnerischen Soldaten in das Mutterland verschiffen musste. Stattdessen versuchte Napoleon, aus den Kriegsgefangen neue Soldaten zu rekrutieren. Im Ersten Weltkrieg wurden erstmals schwer verwundete Soldaten ausgetauscht.

### Vereinigte Staaten von Amerika
Im Amerikanischen Unabhängigkeitskrieg hingegen scheiterte die Verhandlung über den Gefangenenaustausch daran, dass zunächst die Briten die Amerikaner nicht als Kartell ansahen und daran, dass der US-Kongress verlangte, ebenbürtig behandelt zu werden. Es gab dann im Jahr 1779 kleinere Austausche von ein oder zwei Soldaten, welche von den Bundesstaaten direkt verhandelt wurden, bis der Kongress diese Praxis verbot und betonte, dass Kriegsgefangene Gefangene der Vereinigten Staaten seien. Erst im Jahr 1781 kam es zu einem größeren Gefangenenaustausch. Es folgten weitere Austausche im darauf folgenden Jahr. Allerdings konnten nicht alle Soldaten ausgetauscht werden, daher wurden sie freigelassen, durften aber nicht mehr im Krieg dienen. Mit dem Waffenstillstand, welcher den Krieg vorläufig beendete, konnten alle Gefangen wieder die Freiheit genießen, ohne dass es zu einem formalen Austausch kam.
Im Amerikanischen Bürgerkrieg gab es wiederum das Problem, dass die Nordstaaten den abtrünnigen Süden nicht anerkannten und ein Gefangenenaustausch nicht ermöglicht wurde. 1862 kam es durch Verhandlungen, an denen auch William H. Hatch teilnahm, zum ersten Mal zu einer Einigung, nach der Gefangene ausgetauscht wurden. Allerdings wurde 1863 der Gefangenenaustausch wieder unterbunden, außer es lag eine spezielle Vereinbarung vor. Im April 1864 verbot Ulysses S. Grant jeden Austausch der Gefangenen. Erst im November 1864 und bis zum Ende des Kriegs wurden verwundete Soldaten wieder ausgetauscht, bis man dann nach dem Sieg der Nordstaaten alle Soldaten auf freien Fuß setzte.

## Internationale Abkommen über die Behandlung von Kriegsgefangenen
Nach Art. 20 der Ordnung der Gesetze und Gebräuche des Landkriegs, der Anlage zur Haager Landkriegsordnung von 1907, sollen nach einem Friedensschluss die Kriegsgefangenen binnen kürzester Frist in ihre Heimat entlassen werden. In Art. 68 des Abkommens über die Behandlung der Kriegsgefangenen von 1929 verpflichteten sich die Unterzeichnerstaaten, „schwerkranke und schwerverwundete Kriegsgefangene, nachdem sie sie transportfähig gemacht haben, ohne Rücksicht auf Dienstgrad und Zahl in ihre Heimat zurückzusenden.“ Durch Vereinbarungen zwischen den Kriegführenden sollten die Gebrechen und Krankheiten bestimmt werden, die eine unmittelbare Heimsendung oder eine etwaige Unterbringung in einem neutralen Lande begründen. Bis zum Abschluss solcher Vereinbarungen können sich die Kriegführenden auf die dem Abkommen beigefügte Mustervereinbarung als Unterlage beziehen. Die darin festgesetzten Bedingungen sollten „im allgemeinen in möglichst weitherziger Weise ausgelegt und angewendet werden.“
Das Genfer Abkommen über die Behandlung der Kriegsgefangenen von 1949 (Genfer Abkommen III) regelt in Teil IV (Art. 109–121) die Beendigung der Gefangenschaft, in Art. 109 ff. die direkte Heimschaffung von Schwerverwundeten und in Art. 118 ff. die Freilassung und Heimschaffung der Kriegsgefangenen nach Beendigung der Feindseligkeiten.
Vereinbarungen über den Austausch von Kriegsgefangenen kommen häufig durch Vermittlung nicht unmittelbar am Konflikt beteiligter Dritter, insbesondere des Internationalen Komitees vom Roten Kreuz oder neutraler Staaten, zustande.

## Historische Beispiele
Ein Austausch von Kriegsgefangenen wurde beispielsweise im Frieden von Turkmantschai (1828) oder dem Vertrag von Moskau (1921) vereinbart.